# 勐海曲腹蛛
勐海曲腹蛛（学名：Cyrtarachne menghaiensis）为园蛛科曲腹蛛属的动物。在中国大陆，分布于云南等地。该物种的模式产地在云南。